# Авола
А̀вола (на италиански: Avola, на сицилиански Raula, Раула) е град и община в южна Италия, провинция Сиракуза, автономен регион Сицилия. Разположен е на източния бряг на острова, на Йонийско море. Населението на града е 31 695 души (към 2009 г.).